# Octaazacubano
O Octaazacubano é um alótropo hipotético do nitrogênio com fórmula N8, cujas moléculas possuem oito átomos dispostos em um cubo. (Em comparação, o nitrogênio ocorre naturalmente na molécula diatômica N2.) Pode ser considerado um cluster do tipo cubano, em que todos os oito vértices são átomos de nitrogênio ligados pelas arestas. É prevista como uma molécula metaestável, isso é, apesar da instabilidade termodinâmica causada pela tensão de ligação e da alta energia das ligações simples N–N, a molécula se mantém cineticamente estável por razões de simetria orbitalar.

## Possíveis usos
É previsto que o octaazacubano possua uma densidade de energia(assumindo uma decomposição em N2) de 22,9MJ/kg, valor mais de 5 vezes maior que o padrão para o TNT. Por isso, ele já foi proposto(junto com outros alótropos exóticos do nitrogênio) como um explosivo e como componente de combustíveis de foguete de alta performance. Sua velocidade de detonação prevista é de 15km/s, maior que a o octanitrocubano, o mais veloz explosivo não-nuclear conhecido.
O nitrogênio cúbico gauche possui densidade de energia de 33MJ/kg, superando o octaazacubano em 50%.